# Distrito de Pomacocha (Acobamba)
El Distrito peruano de Pomacocha es uno de los 8 distritos de la Provincia de Acobamba, ubicada en el Departamento de Huancavelica, bajo la administración del Gobierno regional de Huancavelica, Perú

## Historia
El distrito Pomacocha fue creada mediante Ley N.º 9718 del 15 de enero de 1943, cuando por entonces fue presidente el Dr. Manuel Prado Ugarteche en el curso de la República, el pueblo de Pomacocha fue elevado a la categoría del Distrito con 5 anexos: Ayahuasan, Yanaccara, Huilluecc, Yanacocha, Cusicancha. Actualmente cuenta con 14 anexos: Pomacocha, Ayahuasan, Yanaccara, Huillhuecc, Cusicancha, Choclococha, Yanacocha, Huayllapampa, Chilcapite, Leoncio Prado, Dos de Mayo, Cuicha, Incapacchan y Huanopampa. Tuvo como primer Alcalde a Don Antonio Izarra Baldeón.

## Geografía
Pomacocha es un distrito que se caracteriza por su naturaleza viva y natural, rodeado de tunales, molles, Huarangos, etc. También con áreas y mesetas hasta las profundidades quebradas de los valles Huancas. Pomacocha está ubicado exactamente a la vista vertical, cortante al norte del cerro Puille, en el valle de lugar, da mejor estructura agrícola y de clima tropical.  cuenta con una superficie de 53,66 km² que representa el 24,77% del área de la provincia de Acobamba. Está situada a una altitud promedio de 3 150 m s. n. m.

## Autoridades

### Municipales
- 2019-2022[1]
  - Alcaldesa: Sulma Arias Carrasco.
  - Regidores: Juan Urvano Lliuyacc Huaman, Salvador Jorge Campos Tito, Rubila Aricochea Alvites, Julian Huillcamisa Lopez y Mandelia Auccapiña Laura.
- 2011-2014[1]
  - Alcalde: Salvador Calderón Belito, Movimiento Regional Ayni.
  - Regidores:  José Carlos Vítor Lume (Ayni), Domitila Cornejo Aucapiña (Ayni), Eugenio Onofre Araujo (Ayni), Wilfredo Ramírez Tovar (Ayni), Pascual Mallma Mendoza (Proyecto Integracionista de Comunidades Organizadas - PICO).

### Religiosas
- Obispo de Huancavelica: Monseñor Isidro Barrio Barrio (2005 - ).